# Rhinobatos formosensis
Rhinobatos formosensis es una especie de peces de la familia Rhinobatidae en el orden de los Rajiformes.

## Morfología
- Los machos pueden llegar alcanzar los 63 cm de longitud total.[2]

## Distribución geográfica
Se encuentra en las  costas de Taiwán y de las Filipinas.